# ゆきの飛鷹
ゆきの飛鷹（ゆきのひだか、5月25日 - ）は、日本の小説家。

## 概要
2009年9月3日に発売された『黄金の皇子と白銀の騎士姫』（フランス書院ティアラ文庫）でデビュー。以後、主にティアラ文庫にて作品を発表した。
自らの作品に、人間語を理解し、なおかつ物を言う猫が登場する事があるが、これは本人が猫好きであるため。

### 自著作からの表現流用
2012年11月5日に刊行された講談社X文庫ホワイトハート『愛し姫艶戯 春嵐の皇子に攫われて』において、自身の作品である、ティアラ文庫『韓なる花の恋がたり 暗行御史の花嫁』、『マリーナ・ロマンス 巫女と海賊』および『後宮恋夜 皇帝の溺愛』から登場人物の名前と口調を変えただけの同表現が見つかったことが判明。これを受けて同年11月14日に講談社X文庫ホワイトハート公式サイト上で謝罪。さらにシフォン文庫（集英社）から2012年12月に刊行予定だった『値札のついた花嫁 ルビーのシンデレラとエメラルドの伯爵』は刊行延期（事実上中止）となった。ただし、他人の作品からの流用ではなかったからか、問題となった『愛し姫艶戯 春嵐の皇子に攫われて』に関しては表現を修正した版を作った上で、交換を希望する読者に対しては交換に応じることを、版元の講談社は講談社X文庫ホワイトハート公式サイト上で明らかにした。また、ティアラ文庫やアズ･ホワイトから刊行予定だった新刊に関してはそのまま刊行された。さらに既刊作品に関しては絶版･回収する措置は取られなかった。
そして2012年12月26日付の本人のブログにて改めて謝罪した上で、執筆活動の謹慎を宣言し、事実上引退した。

## 作品リスト
ティアラ文庫から刊行
- 黄金の皇子と白銀の騎士姫 2009年9月3日発売
- 魔法姫の結婚 炎の王と紫水晶の花嫁 2010年2月5日発売
- 伯爵姫 殺意が恋になる刹那 2010年4月5日発売
- 蜜月 王子の溺愛、花嫁の愉悦 2010年8月5日発売
- 韓なる花の恋がたり 暗行御史の花嫁 2010年11月5日発売
- マリーナ･ロマンス 巫女と海賊 2011年3月5日発売
- 大正ロマネスク 死んでもいいほど、愛してる 2011年7月5日発売
- マリーナ･ロマンス 海賊の渇愛、巫女の深愛 2011年9月2日発売
- 後宮恋夜 皇帝の溺愛 2011年12月5日発売
- 禁断の花嫁 兄王に愛されて 2012年4月5日発売
- 禁断の花嫁 兄妹愛獄 2012年7月5日発売
- 後宮蜜夜 皇帝陛下の独占愛 2012年11月17日発売

一迅社文庫アイリスから刊行
- 紅き神へのオラティオ 聖五騎士と祈りの花嫁 2011年2月19日発売
- 九龍夜想曲 囚われし夜の華 2011年12月17日発売

Regaloシリーズから刊行
- はつ恋はミルクホールで ―薫風帝都浪漫綺談― 2011年11月17日発売

シフォン文庫から刊行
- ヴィクトリアン・クロス～女家庭教師と解かれた淫魔のコルセット～ 2012年5月18日発売
- トロワ･ローズ 烈王と騎士に愛されて 2012年8月3日発売

講談社X文庫ホワイトハートから刊行
- 愛し姫艶戯 春嵐の皇子に攫われて 2012年11月5日発売

アズ・ホワイトから刊行
- 執事はときに、悪魔になる 2012年12月29日発売

## 備考
1. ↑  『黄金の皇子と白銀の騎士姫』、『魔法姫の結婚』、『伯爵姫』のあとがきで公言している。